# St. Antönien Rüti
Rüti, verdeutlichend auch St. Antönien Rüti genannt, ist eine Streusiedlung in der Gemeinde Luzein in der Region Prättigau/Davos im Kanton Graubünden. St. Antönien Rüti, bis 1953 offiziell Rüti im Prättigau, war seit 1851 eine politische Gemeinde im Bezirk Oberlandquart im Schweizer Kanton Graubünden. Am 1. Januar 1979 fusionierte Rüti mit der Gemeinde St. Antönien Castels zur Gemeinde St. Antönien.

## Geographie
Die Gemeinde umfasste das gesamte Gafierthal mit Gafia, Gempi, Sonnenrüti und Litzirüti, im Norden begrenzt durch den Dalvazzabach.
→ siehe auch Abschnitt Geographie im Artikel St. Antönien

## Geschichte

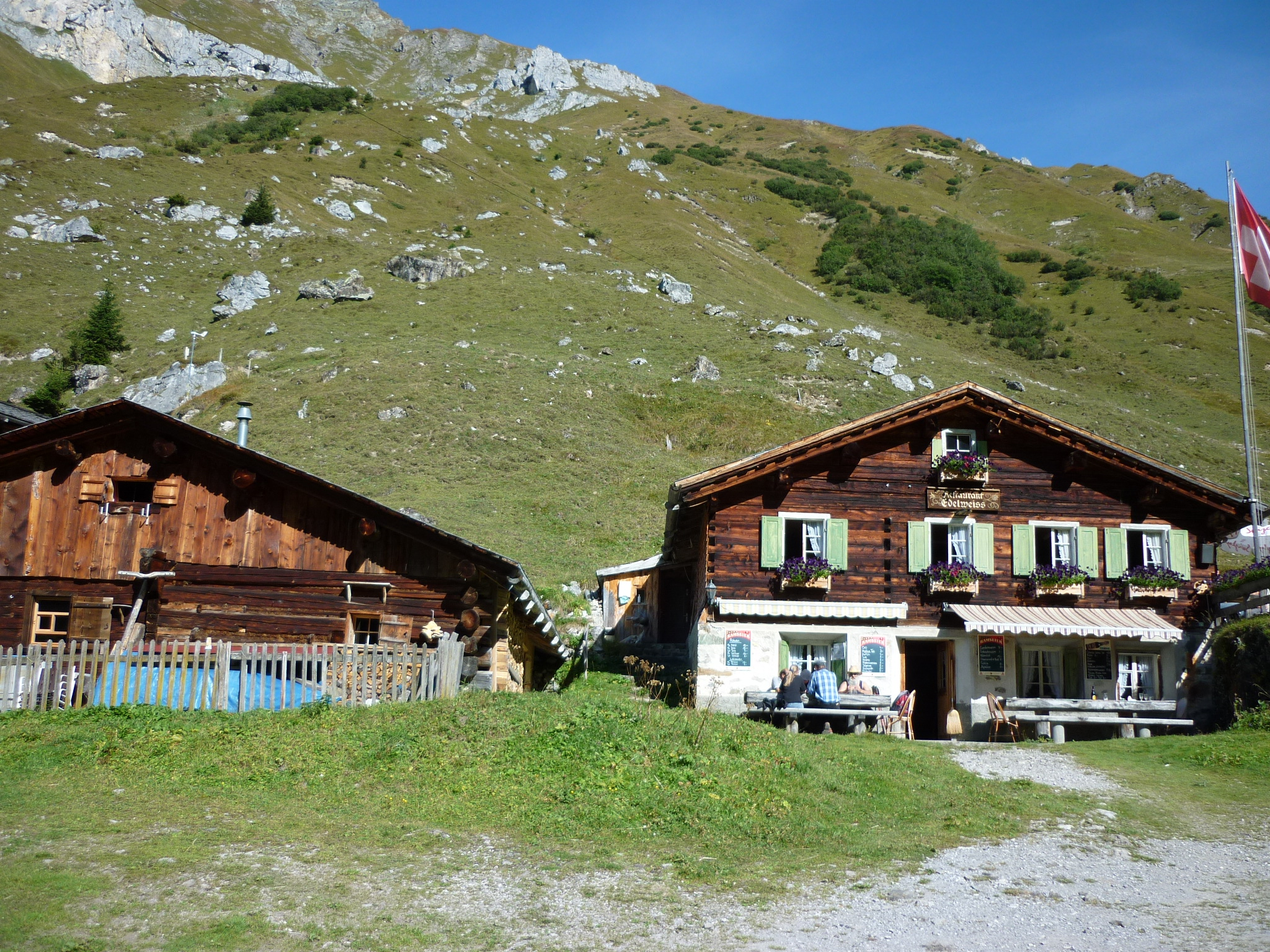
Restaurant «Edelweiss» in Gafia Sunnistafel

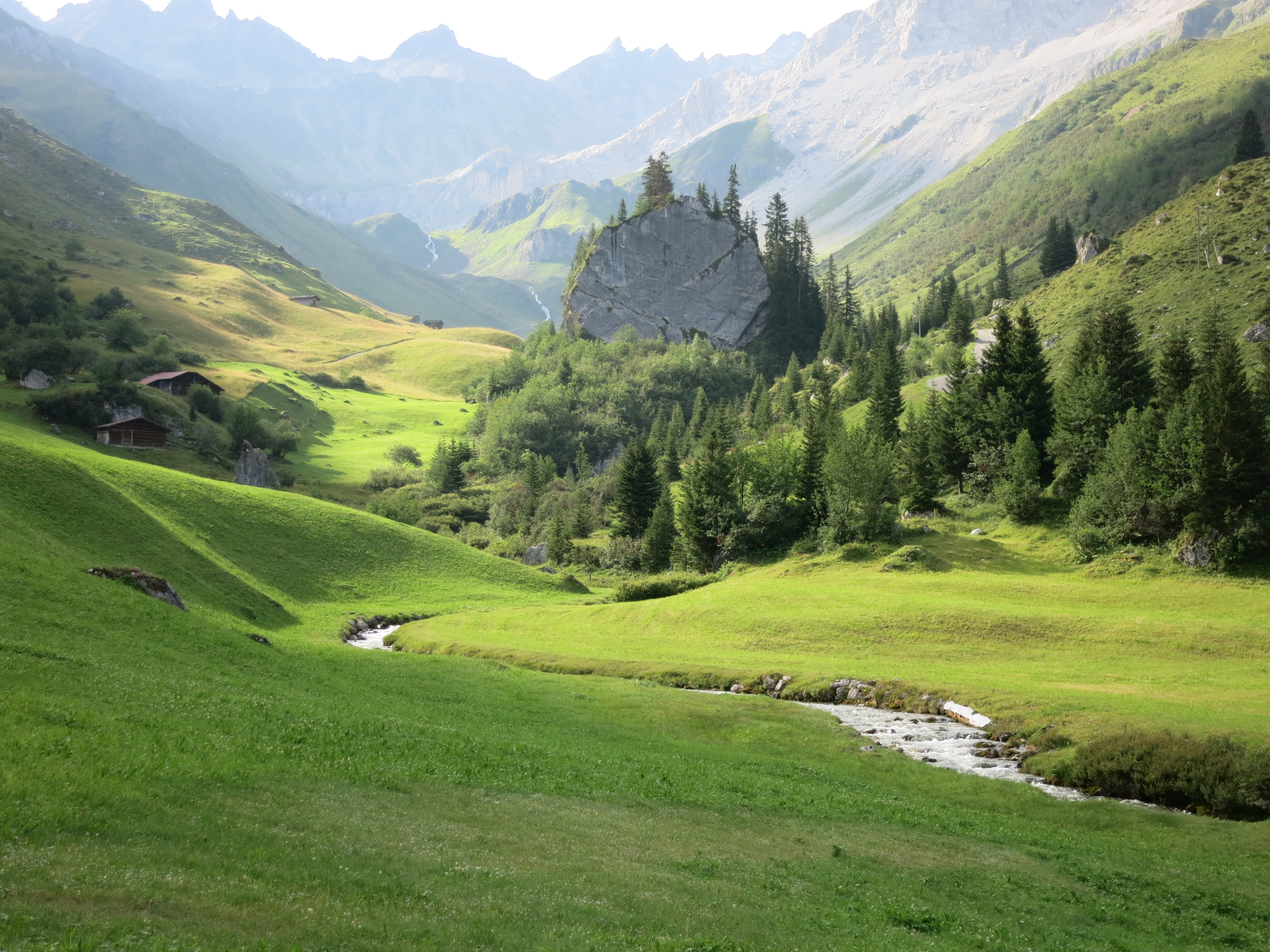
Schlangenstein im Gafiertal

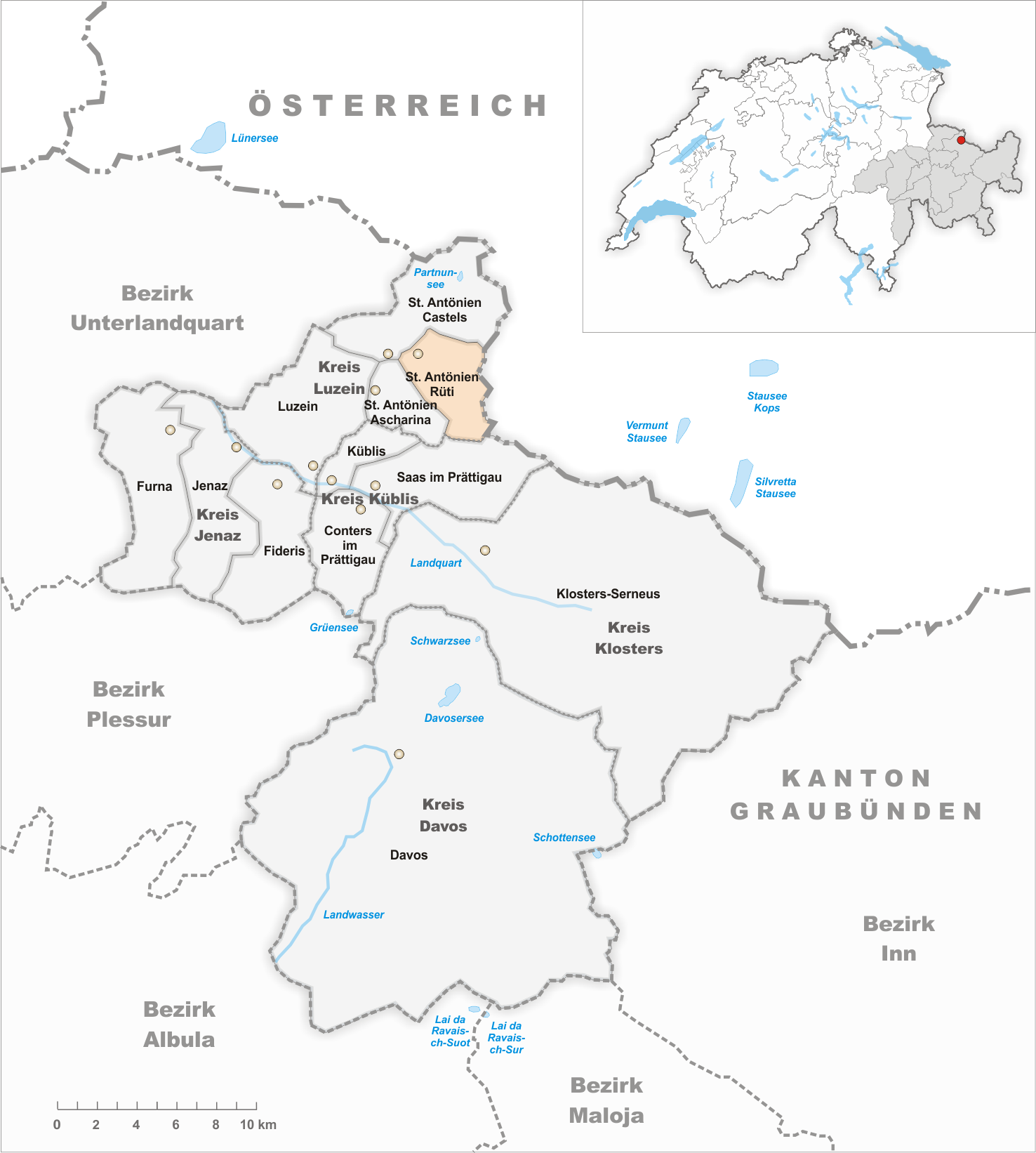
Gemeindestand vor der Fusion am 1. Januar 1979

St. Antönien wurde 1451 als Sant Anthonyen erwähnt. Das Gebiet von Rüti unterstand im 13. Jahrhundert den Freiherren von Vaz, 1338 bis 1436 den Toggenburgern, danach den Herren von Matsch. Die Familie Montfort und die Freiherren von Sax erlangten die Herrschaft über Rüti und Ascharina, wobei die Grenze, der Schanielabach, während Jahrhunderten Bestand haben sollte. 1477 bis 1649 unterstand Rüti einer eingeschränkten österreichischen Landesherrschaft. Die Nachbarschaft Rüti bildete einen Teil des Hochgerichts Klosters, wobei der Schanielabach schon im 14. Jahrhundert die Grenze zu Castels markierte.
Vor 1300 war das St. Antöniental unbewohnt und wie Flurnamen belegen von tieferliegenden romanischen Siedlungen aus genutzt. Im 14. Jahrhundert wanderten Walser aus dem Raum Davos-Klosters ein. Die Grundherren gewährten dabei der Walsergemeinschaft das niedere Gericht und andere Freiheitsrechte. Das St. Antöniental lebte von der Viehzucht. Die bis zur Baumgrenze stark bewaldeten, steilen Hänge wurden zur Landgewinnung sowie für Bau- und Brennholz gerodet, was zu schweren Lawinenschäden führte. Rüti war bis 1851 zusammen mit Ascharina Teil des halben Hochgerichts Klosters-Ausserschnitz.
1799 marschierten die Österreicher unter General von Hotze während der Franzosenkriege aus dem Raum Schruns über die Pässe bei St. Antönien und fielen über Luzein ins Prättigau ein.
1895/96 wurde die Strasse von Ascharina über den Platz auf die Rüti gebaut, durch welche der Ort mit Fertigstellung der Strasse von Küblis 1898/99 ans übrige Prättigau angeschlossen ist. Die Strasse Küblis–St. Antönien begünstigt wie der ab 1953 ganzjährige Postautobetrieb den Tourismus. Dank den Tagesausflüglern finden zahlreiche Bauern einen Nebenerwerb im Tourismus.
1979 vereinigte sich Rüti mit Castels zur Gemeinde St. Antönien.

## Wappen
| Wappen von St. Antönien Rüti | Blasonierung: «In Blau ein goldenes (gelbes) Antoniuskreuz beseitet von zwei goldenen Sternen» |
| Wappen von St. Antönien Rüti | Das Antoniuskreuz bezieht sich auf den Namen von Ort und Talschaft, benannt nach dem Kirchenpatron Antonius in den Farben des Zehngerichtebundes. Die beiden zur Gemeinde St. Antönien zusammengeschlossenen Gemeinden St. Antönien Castels und St. Antönien Rüti, dessen Wappen von der neuen Gemeinde übernommen wurde, werden durch die beigefügten beiden Sterne dargestellt. |